# Kesteren
Pour les articles homonymes, voir Kesteren (homonymie).
Kesteren est un village situé dans la commune néerlandaise de Neder-Betuwe, dans la province de Gueldre. Le village compte environ 5 000 habitants.

## Histoire
Carvo, castellum du Limes du Rhin, était situé tout près de Kesteren, dont le nom dérive du latin castrum.
La commune de Kesteren a été formée le 1er janvier 1818 par la fusion de la commune de Heusden et une partie de celle de Lienden. En 1822, Lede en Oudewaard est annexé par Kesteren. Le 1er janvier 2002, Echteld et Dodewaard furent rattachées à Kesteren. Cette nouvelle commune a été renommée Neder-Betuwe le 1er avril 2003.

## Transport
Kesteren possède une gare ferroviaire sur la ligne reliant Elst à Dordrecht. Autrefois, une autre ligne de chemin de fer partait d'ici à Amersfoort, mais cette ligne a été supprimée.